# Förskolan Anna

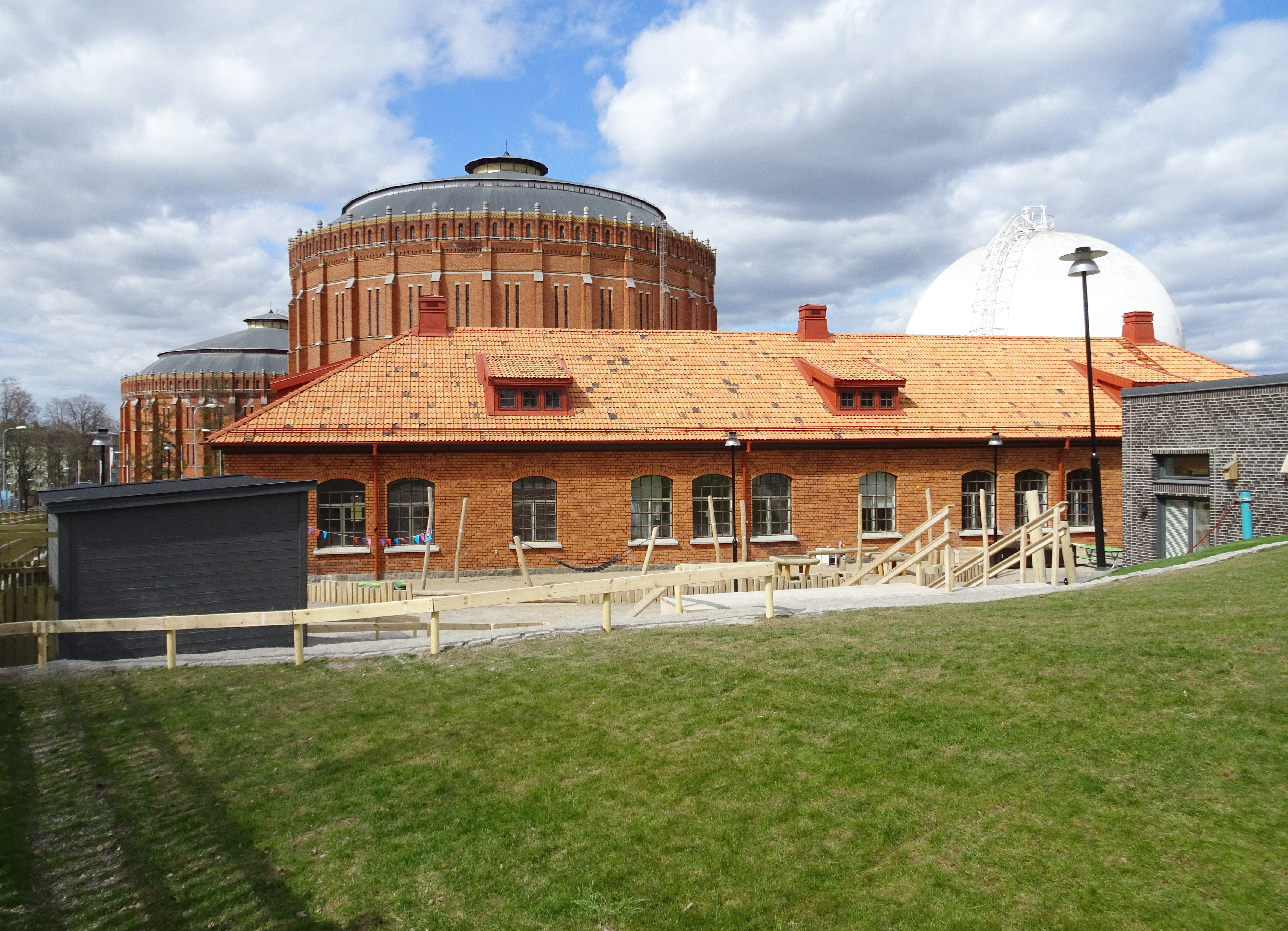
Förskolan Anna, vy från sydost, maj 2021.
Ferdinand Bobergs gasklockor syns i bakgrunden.

Förskolan Anna är en förskola vid Gasverksvägen 10 i Norra Djurgårdsstaden i stadsdelen Hjorthagen, Stockholm. Förskolan Anna färdigställdes år 2020 och nominerades till Årets Stockholmsbyggnad 2021.

## Beskrivning

### Om byggnaden

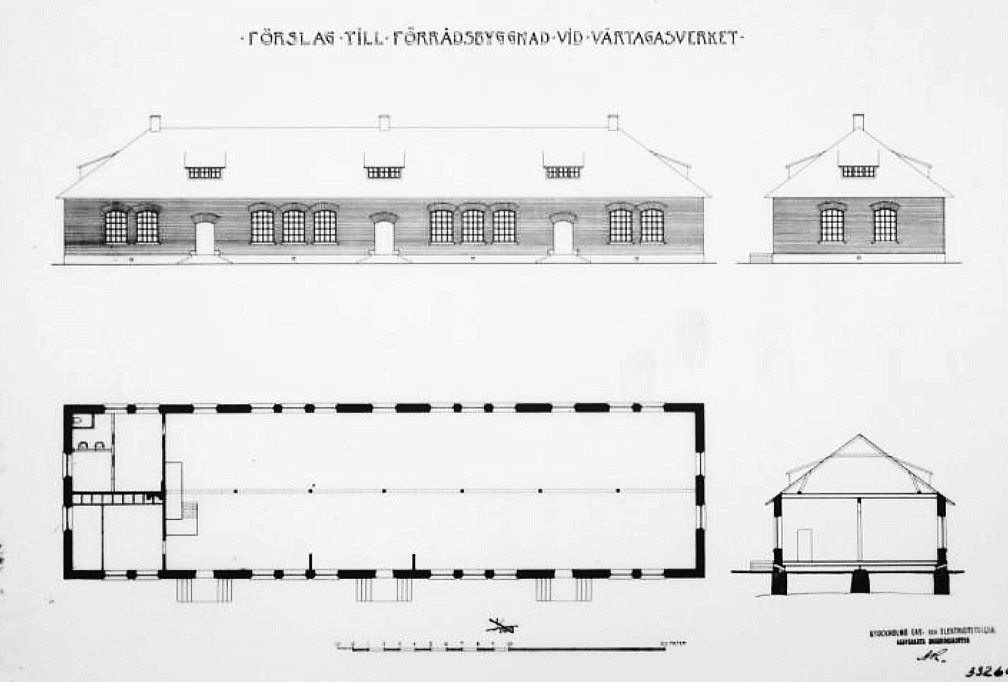
Ursprungsritning från 1909.

Förskolan Anna har sitt namn efter konstnären Anna Boberg, arkitekt Ferdinand Bobergs hustru. Han stod för gestaltningen av flertalet byggnader inom Värtagasverket, bland annat de båda gasklockorna i rött tegel som reser sig väster om förskolan. Även Ferdinand Boberg fick en förskola uppkallad efter sig i Norra Djurgårdsstaden, se Förskolan Ferdinand.
Förskolans lokaler inryms i en gammal förrådsbyggnad från 1909 uppfört i rött tegel, dock inte ritat av Boberg utan en signatur A.R. på gasverkets ritkontor. Ursprungligen bestod förrådsbyggnaden av ett avlångt rum med några mindre rum för tvätt och omklädning vid östra gaveln samt en trappa upp till vinden.
På 1970-talet ombyggdes förrådshuset till museum, arkiv och övernattningsrum. Huset är, liksom de flesta byggnader på gasverksområdet, blåmärkt av Stadsmuseet i Stockholm, vilket innebär att bebyggelsen representerar ”synnerligen höga kulturhistoriska värden”.

### Utförande
Detaljplanen vann laga kraft i januari 2016. I den föreslogs en förskola med fyra avdelningar för omkring 84 barn på en yta av cirka 800 m². För att skapa förutsättningar för en rationell verksamhet föreslogs även en tillbyggnad i form av en länkbyggnad och en helt ny byggnad som i sin tur sammankopplar förskolan med intilliggande Hjorthagshallen (invigd i september 2019). Kring förskolebyggnaderna finns en stor gårdsyta som möjliggör utökning med ytterligare en avdelning. Byggherre var Vectura och för den arkitektoniska gestaltningen stod Visbyark.

## Nominering till Årets Stockholmsbyggnad
I april 2021 nominerades Förskolan Anna tillsammans med nio andra kandidater till Årets Stockholmsbyggnad 2021. Juryns motivering lyder:
| ” | Varsam upprustning av en kulturhistoriskt värdefull byggnad som tillsammans med en samtida tegelbyggnad bildar en genomtänkt komposition, väl anpassad till Gasverkets tegelarkitektur. Tillsammans med den intilliggande skolan och idrottshallen bildar förskolan en liten gårdsbildning. Ett charmigt och lättgillat projekt. | „ |

## Bilder

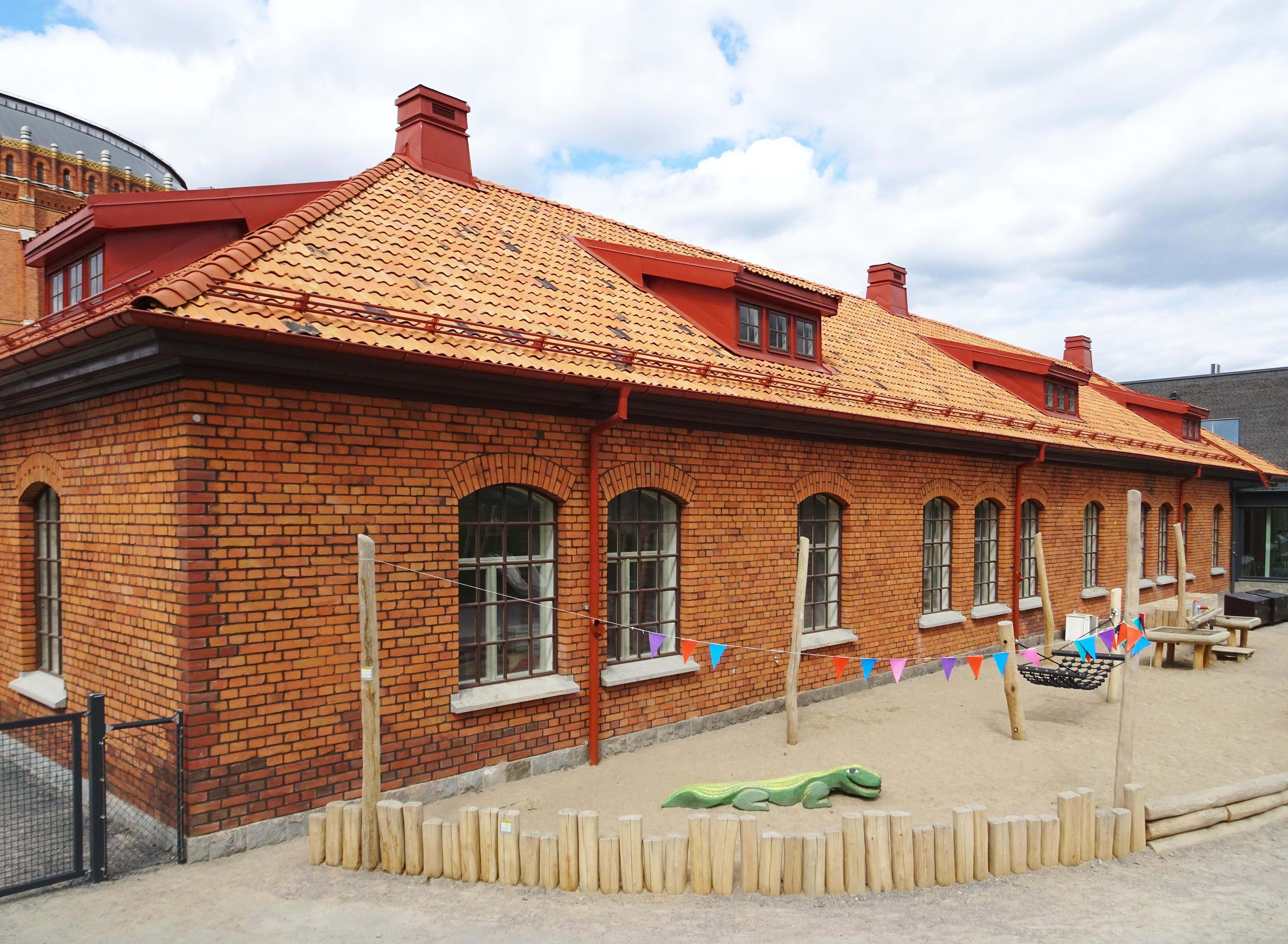
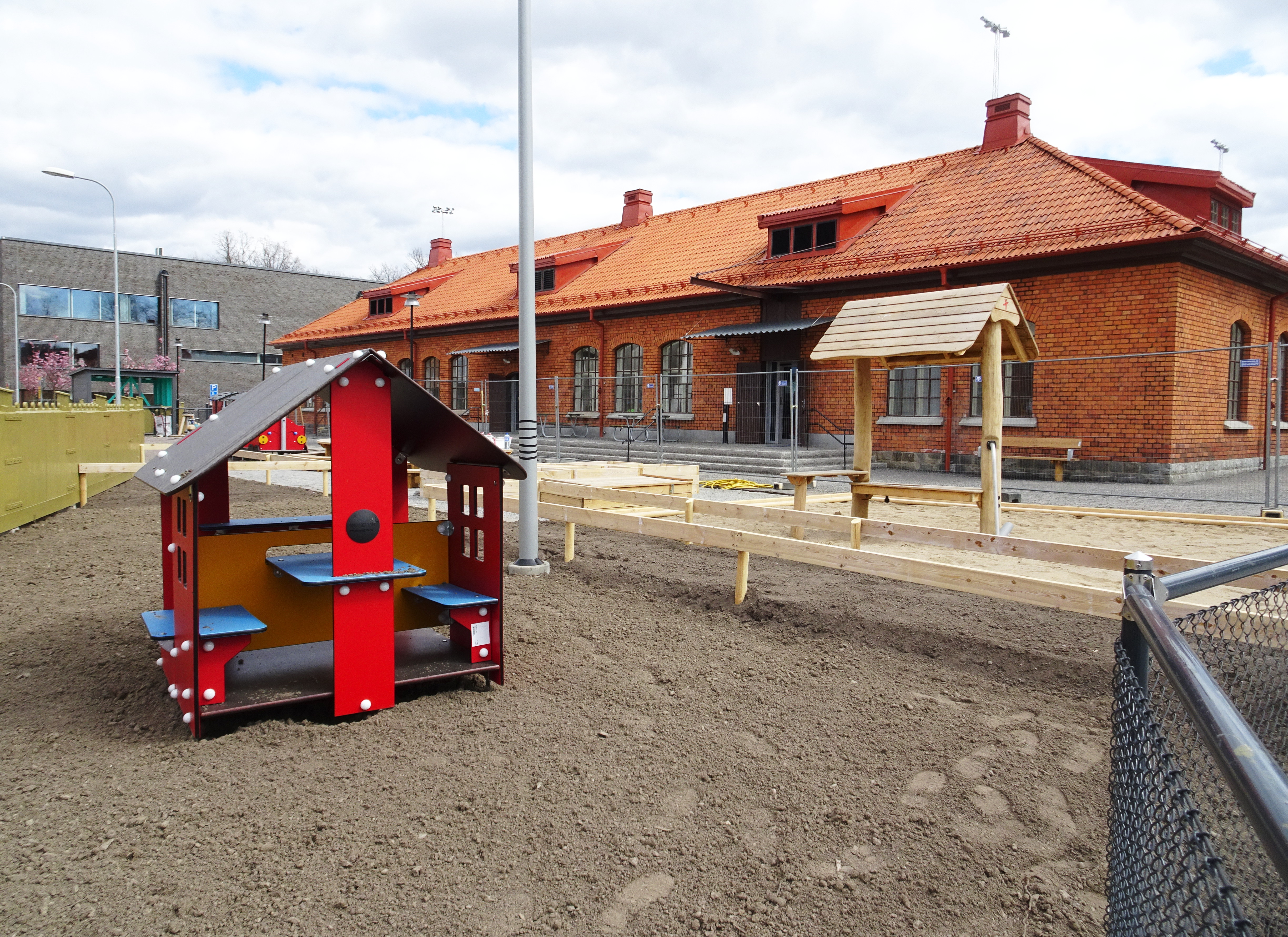
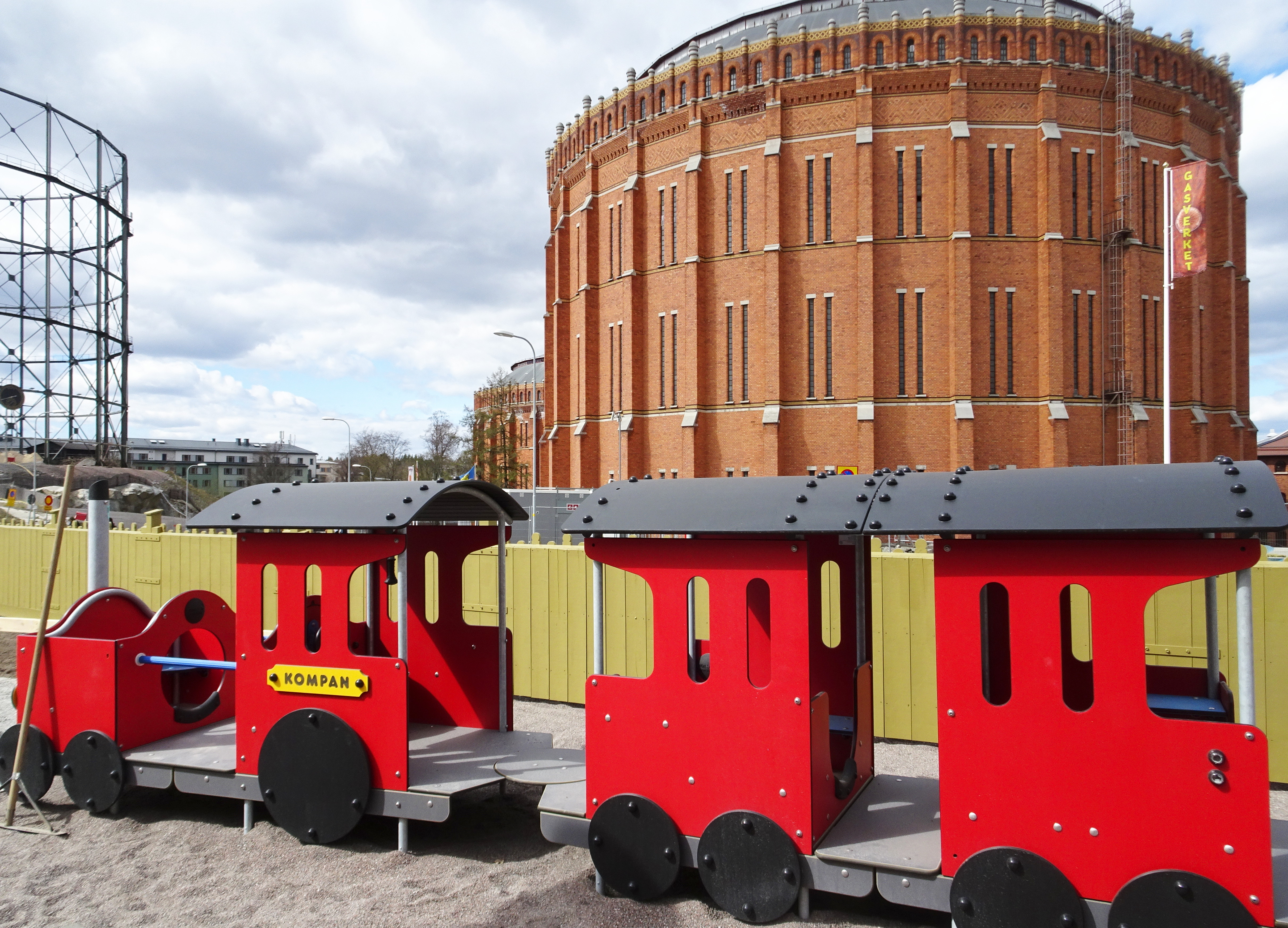
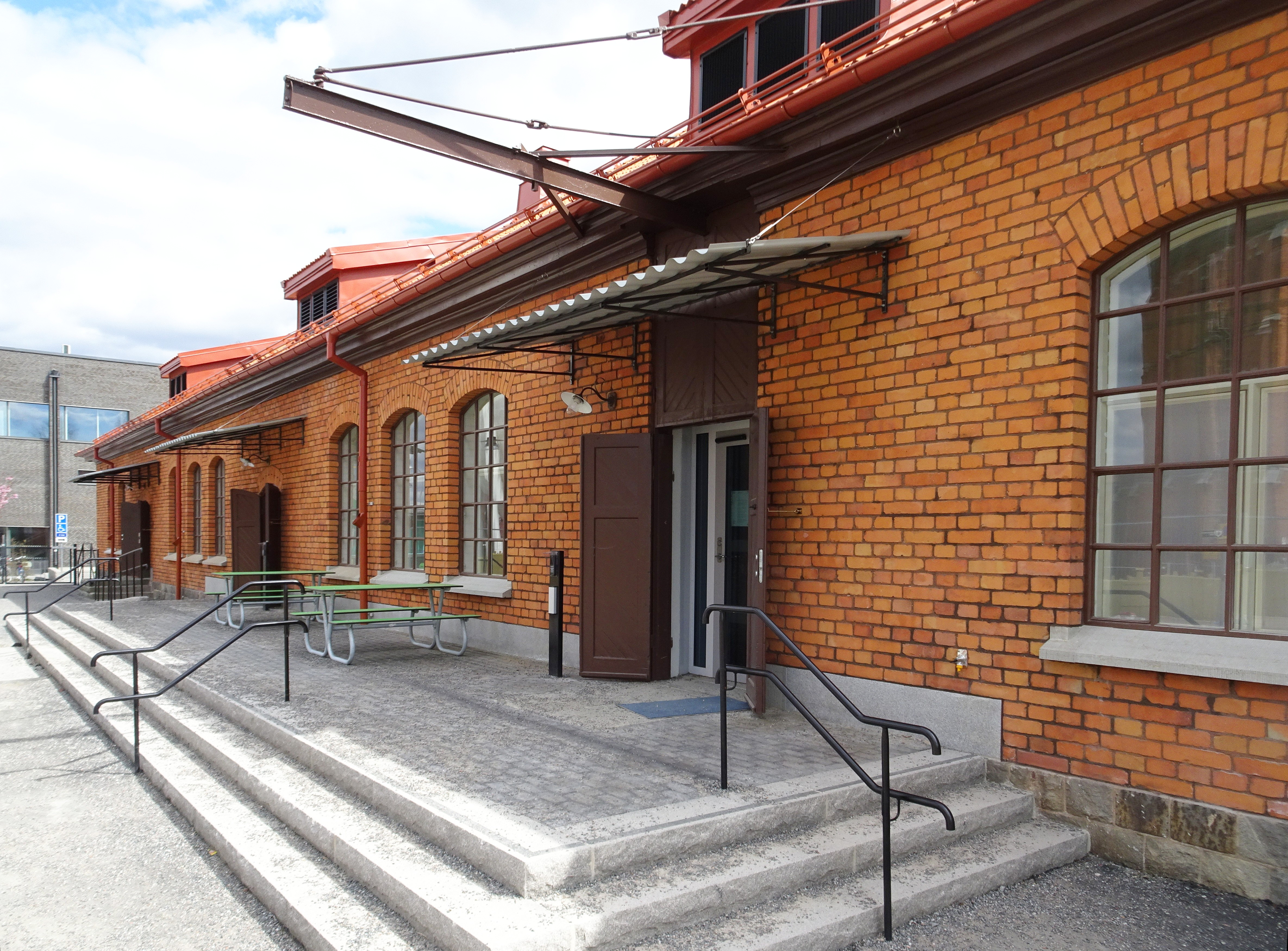